# NGC 3677
NGC 3677 é uma galáxia espiral (S0-a) localizada na direcção da constelação de Ursa Major. Possui uma declinação de +46° 58' 28" e uma ascensão recta de 11 horas, 26 minutos e 17,6 segundos.
A galáxia NGC 3677 foi descoberta em 19 de Março de 1828 por John Herschel.